# Hương An (Quảng Nam)
Hương An is een xã in het district Quế Sơn, een van de districten in de Vietnamese provincie Quảng Nam. Hương An heeft ruim 6400 inwoners op een oppervlakte van 10,35 km².

## Geschiedenis
Hương An is in 2008 opgericht, nadat Quế Sơn en Nông Sơn van elkaar werden gescheiden.

## Geografie en topografie
De Ly Ly stroomt door Hương An en vormt voor een gedeelte de grens met Quế Phú. De andere aangrenzende xã's zijn Duy Thành in huyện Duy Xuyên, Bình Giang, Bình Phục en Bình Nguyên in huyện Thăng Bình, en aan Quế Cường in huyện Quế Sơn.

## Verkeer en vervoer
Een van de belangrijkste verkeersaders is de Quốc lộ 1A. Deze weg verbindt Lạng Sơn met Cà Mau. Deze weg is gebouwd in 1930 door de Franse kolonisator. De weg volgt voor een groot gedeelte de route van de AH1. Deze Aziatische weg is de langste Aziatische weg en gaat van Tokio in Japan via verschillende landen, waaronder de Volksrepubliek China en Vietnam, naar Turkije. De weg eindigt bij de grens met Bulgarije en gaat vervolgens verder als de Europese weg 80.
Een andere weg is de Tỉnh lộ 611. Deze weg verbindt Hương An met Quế Trung in huyện Nông Sơn.